# Shelf
shelf（シェルフ）は日本の劇団である。矢野靖人（代表・演出）が中心になり2002年より活動を開始している。

## 主な活動
2004年11月第11回BeSeto演劇祭参加。2005年8月AAFドラマ・リーディング（主催 / 愛知県文化振興事業団）参加。2006年2月からは代表の矢野靖人が横濱・リーディング・コレクション（助成 /横浜SAAC、横浜市市民活力推進局）のプロデューサー・総合ディレクターに就任。同年5月、世田谷区パブリックシアター春のフェスティバル「第10回くりっくフリーステージ」（主催 / 財団法人世田谷区文化財団、フリーステージ実行委員会）参加。2008年1月、名古屋・七ツ寺共同スタジオ35周年記念企画『悲劇、断章 ― Fragment / Greek Tragedy』（19年度文化庁「舞台芸術の魅力発見事業」）委託制作を受け、名古屋にて滞在制作。
2008年8月、利賀演劇人コンクールに出品した『Little Eyolf ―ちいさなエイヨルフ―』（作/ヘンリック・イプセン）にて主演俳優の川渕優子が最優秀演劇人賞受賞。10月、同作品の名古屋公演にて、名古屋市民芸術祭審査員特別賞を受賞。